# Società Nazionale di Scienze, Lettere e Arti di Napoli
La Società Nazionale di Scienze, Lettere e Arti di Napoli è un'accademia di Napoli, che promuove la cultura scientifica e pubblica articoli scientifici nel campo delle scienze, delle lettere, delle arti e dell'archeologia. La sua sede è in Via Mezzocannone 8 a Napoli.

## Storia
La storia della Società Nazionale di Scienze, Lettere e Arti di Napoli può essere fatta risalire alle precedenti accademie che ne rappresentano l'eredità, in particolare all'Accademia Palatina, fondata nel 1698 dal viceré spagnolo Duca di Medinacoeli. Nel 1732, inoltre, nacque l'Accademia delle Scienze, fondata da Celestino Galiani, mentre nel Settecento nacquero anche altre accademie. Nel 1808 nacque la Società Reale grazie al re di Napoli Giuseppe Bonaparte, che, nel 1817, con la Restaurazione, cambiò il nome in Società Reale Borbonica.
La nascita vera e propria dell'accademia la si ebbe nel 1861 sotto l'egida dell'allora Ministro dell'Istruzione Francesco De Sanctis, e lo statuto approvato dallo stesso rimase sostanzialmente immutato se si eccettuano alcuni anni del ventennio fascista, in cui fu in vigore uno "statuto illiberale".
I campi nei quali la società ha svolto e svolge attività di ricerca e promuove la pubblicazione di articoli sono le scienze naturali, fisiche, chimiche e matematiche, le scienze mediche e chirurgiche, l'archeologia, le lettere, le arti e le scienze morali e politiche.